# Pantolambdidae
Pantolambdidae — вимерла родина базальних ссавців ряду Цімолести (Cimolesta). Родина існувала у палеоцені та на початку еоцену у Північній Америці. Ці тварини були травоїдними.

## Роди
- Caenolambda
- Guilielmofloweria
- Lopholambda
- Pantolambda